# Fritz Bürgin

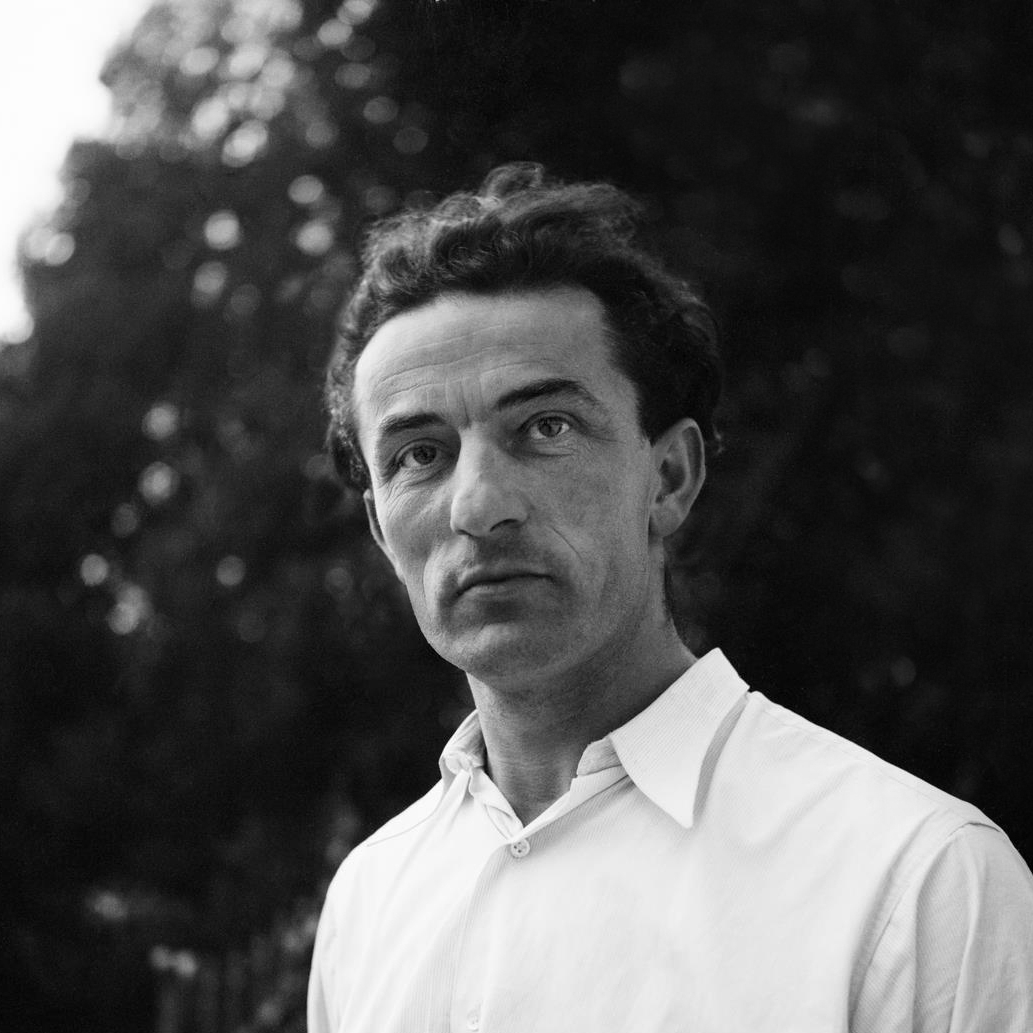
Fritz Bürgin. Fotografie von Theodor Strübin

Fritz Bürgin (* 16. August 1917 in Läufelfingen; † 25. Oktober 2003 in Walkringen) war ein Schweizer Bildhauer und Zeichner. Sein Werkt umfasst neben Plastiken und Reliefs auch Holzschnitte, getriebene Bleche und Zeichnungen.

## Leben und Werk
Fritz Bürgin wuchs als jüngstes von fünf Kindern einer Wirtefamilie in Buckten auf. Als sein Vater 1924 verstarb, führte seine Mutter das Restaurant «Mond» weiter. In den 1930er Jahren erlernte er bei Walter Eglin die Holzschnitt- und Drucktechnik sowie die Sgraffitotechnik und die Herstellung von Gipsplastiken. Im Gegenzug half Bürgin bei den Vorarbeiten zu Eglins Mosaik Sendung, indem er die dazu benötigten farbigen Steine in der Natur suchte und auf dem Dengelstock aufspaltete. Eglin hat Bürgin in diesem Mosaik in der Jünglingsgruppe festgehalten. Beide verband eine lebenslange Freundschaft. Eglin und der Zeichenlehrer Albert Häubi (1891–1963) aus Olten bestärkten Bürgin in seiner künstlerischen Laufbahn.
Bürgin wurde wie andere Baselbieter Künstler von Adolf Müller-Senglet gefördert und machte zunächst mit seinen Holzschnitten auf sich aufmerksam. So konnte er 1941 an der dritten Basellandschaftlichen Kunstausstellung seine Holzschnitte präsentieren. Früh verstand sich Bürgin jedoch als Bildhauer. 1945 erhielt er für die Frauenbüste Sphinx, die er an der Weihnachtsausstellung von 1945 ausstellte und die Georg Schmidt, den Konservator der öffentlichen Kunstsammlung des Basler Kunstmuseums, beeindruckte, einen Preis von der eidgenössischen Stipendienkommission. Während des Zweiten Weltkriegs lernte Bürgin Marino Marini kennen, mit dem er zeitlebens Kontakt pflegte.

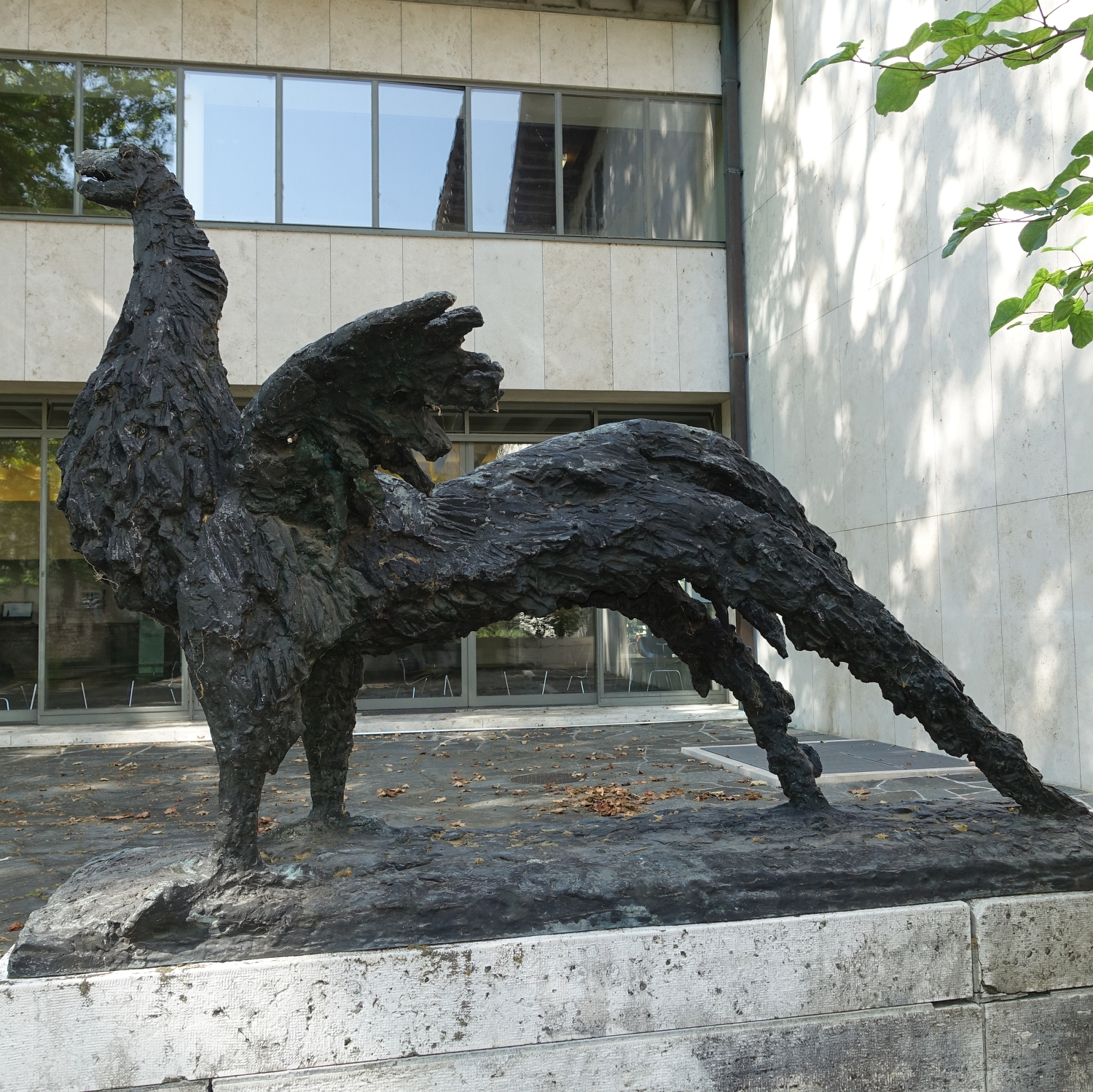
Coq, 1959

Aushilfsweise arbeitete Bürgin auch mit Jakob Probst zusammen, auch hatte er Kontakt zu August Suter. 1951 erhielt Bürgin ein Eidgenössisches Stipendium, das es ihm ermöglichte, für ein Jahr bei Germaine Richier in Paris zu studieren. Dort sah er die Werke von Alberto Giacometti und wurde von diesen zu eigenen Werken inspiriert. 1952 kehrte er in die Schweiz zurück, wo er zu einem der renommiertesten Künstler seiner Zeit wurde. Sein erstes Werk im öffentlichen Raum war der 1953 geschaffene Uli-Schad-Brunnen in Oberdorf. Die Figur zeigt den Bauernführer († 1653) als jungen Mann in Ketten.
1956 stellte Bürgin ein imaginäres Porträt des Dichters Charles Baudelaire und die Plastik Wüstenvogel an der Schweizerischen Kunstausstellung aus. 1959 gewann er mit der Plastik Coq («Hahn») den ersten Preis des Wettbewerbs des Kunstkredits Basel-Stadt. Die Plastik steht seither im Innenhof des Kollegiengebäudes der Universität Basel.
Besonders häufig sind seine Skulpturen und Reliefs als Kunst am Bau an Schulen oder anderen Orten des öffentlichen Raums zu sehen. Bürgin war auch tätig in der Kunst des getriebenen Bleches.
Neben Holzschnitten, Plastiken und Reliefs umfasst das Werk von Bürgin auch Zeichnungen. Unter den Skulpturen finden sich viele Darstellungen von Tieren. Die meisten dieser Werke entstanden in den 1960er Jahren. Thematisch befasste sich Bürgin mit der Beziehung zwischen Individuum und Gemeinschaft, mit der Konsumgesellschaft und der Natur.
2001 übergab Bürgin einen Teil seines künstlerischen Nachlasses dem Kultur- und Museumsverein Läufelfingen. Zu Bürgins 100. Geburtstag fand 2017 eine Retrospektive in den Ausstellungsräumen des «Silo12» in Läufelfingen statt. Der Verein beschloss im Januar 2022, zahlreiche Werke von Bürgin in einem Schaulager «Zentrum Fritz Bürgin» des «Silo12» der Öffentlichkeit zugänglich zu machen.
Fritz Bürgin lebte mit seiner Familie in Bubendorf und verbrachte seine letzten Lebensjahre im Alterswohnheim Rüttihubelbad in Walkringen. Seine letzte Ruhestätte fand er auf dem Friedhof von Burgdorf.

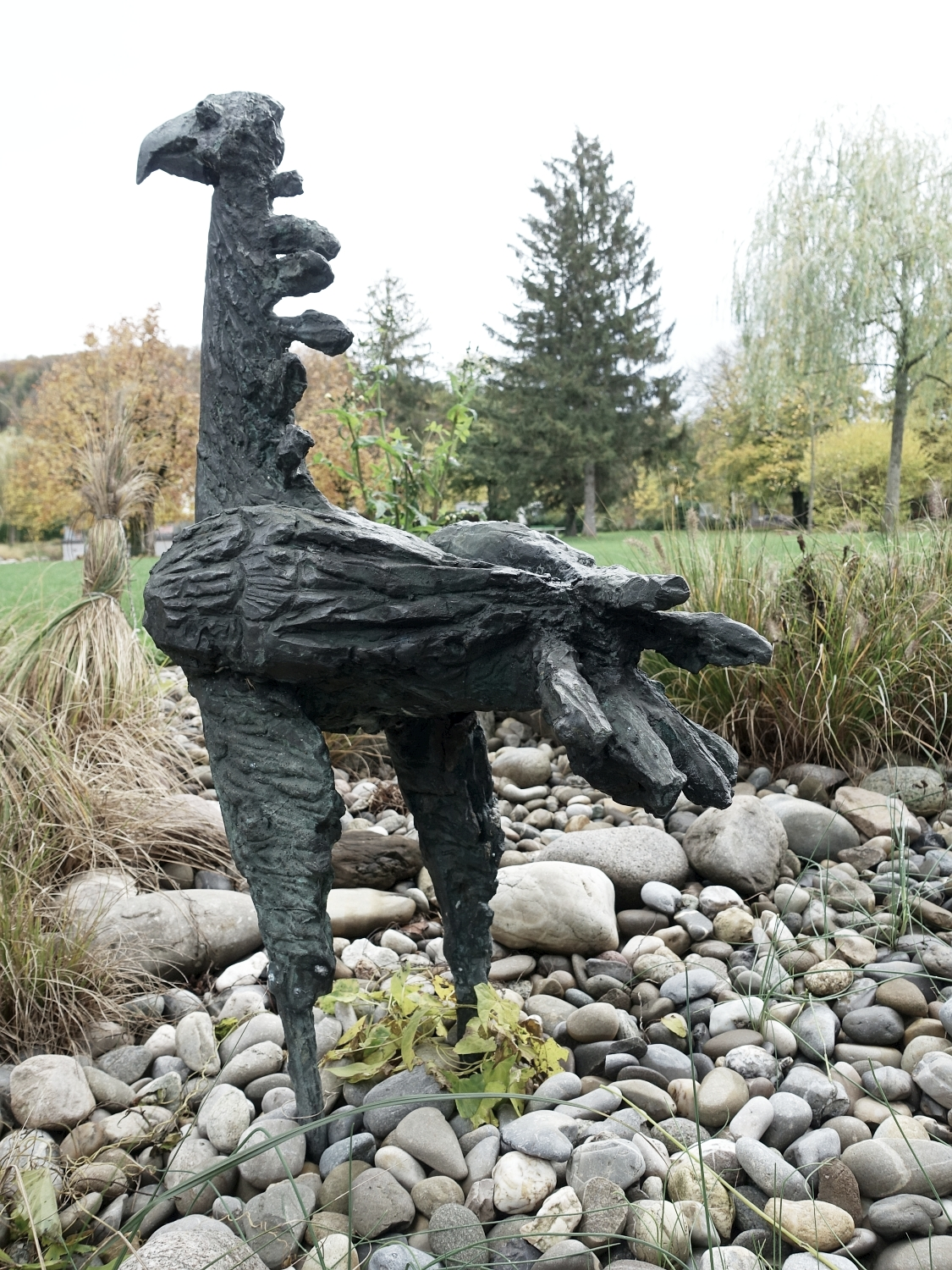
Der Wüstenvogel, Schwimmbad Liestal
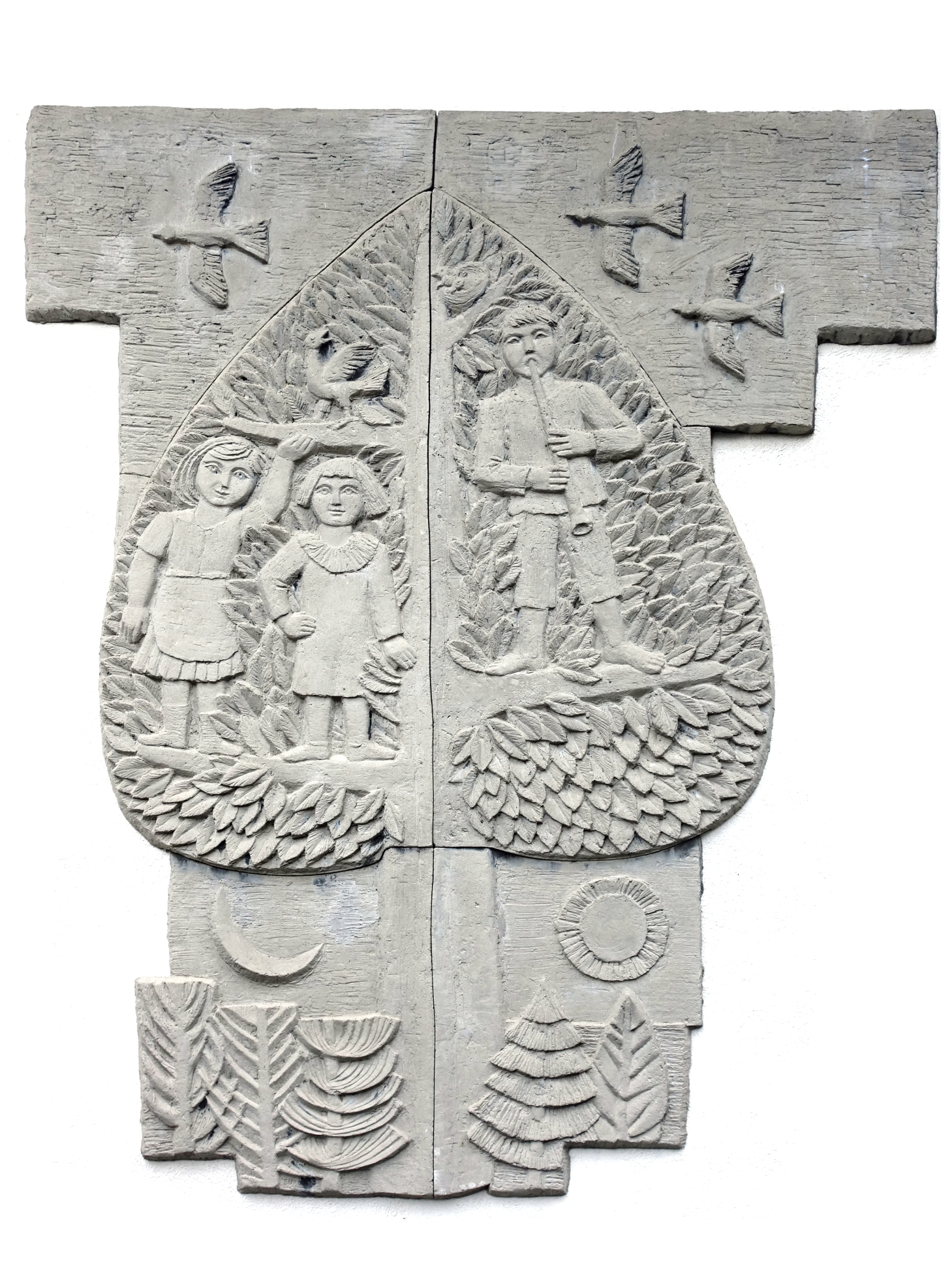
Relief, Sekundarschule Burg, Liestal
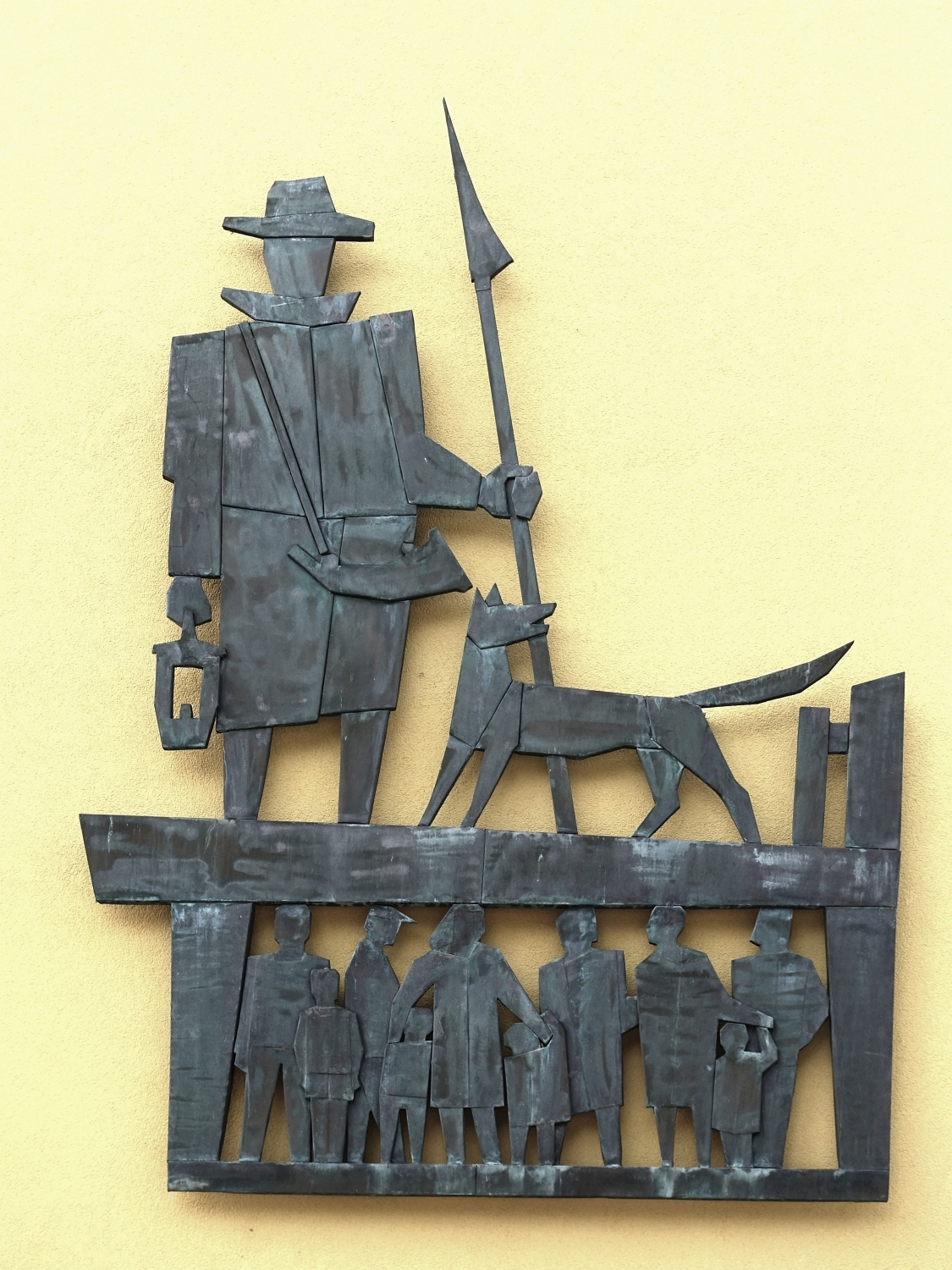
Kupferplastik, Feuerwehrmagazin Sissach
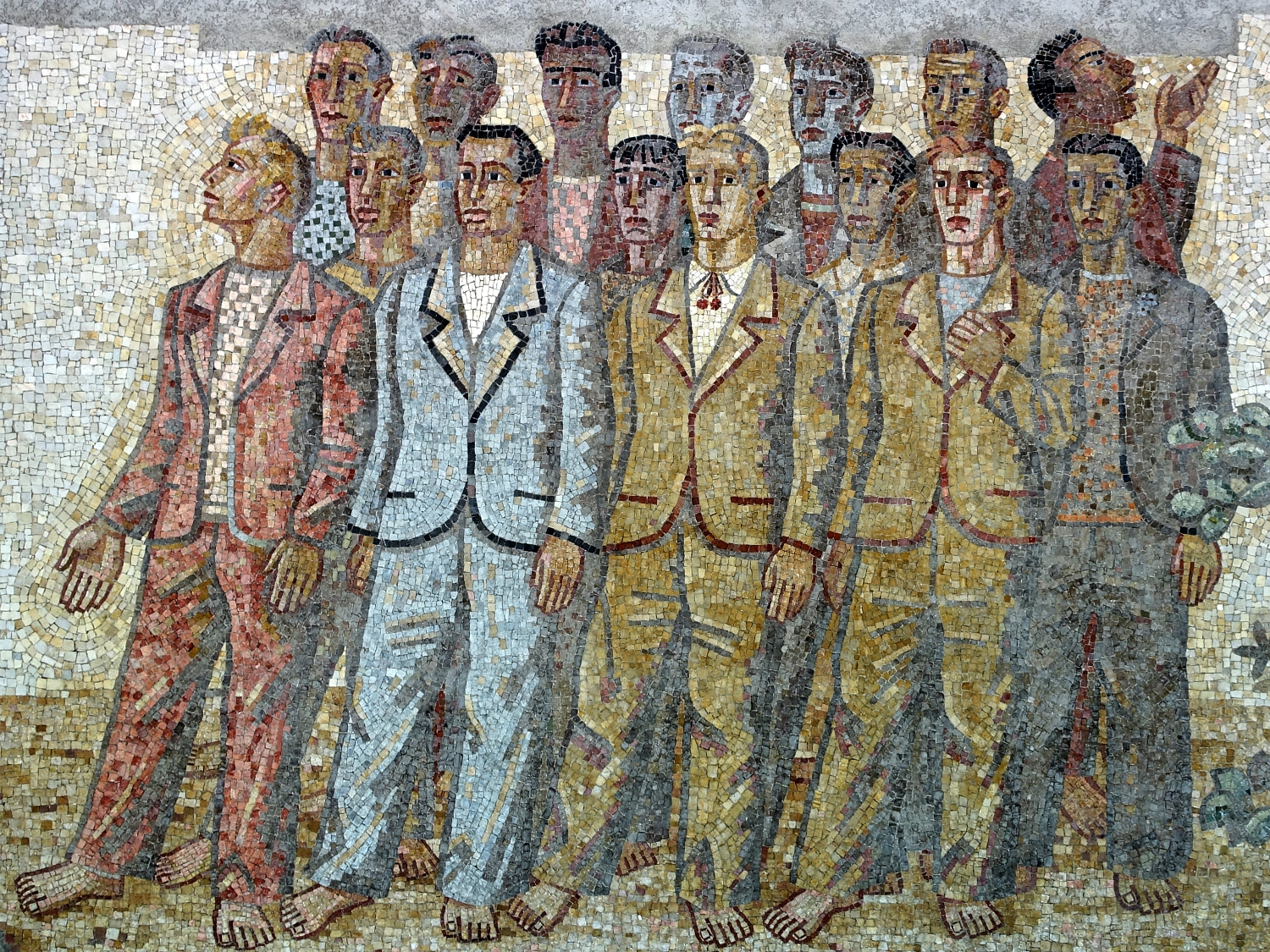
Mosaik Sendung von Walter Eglin
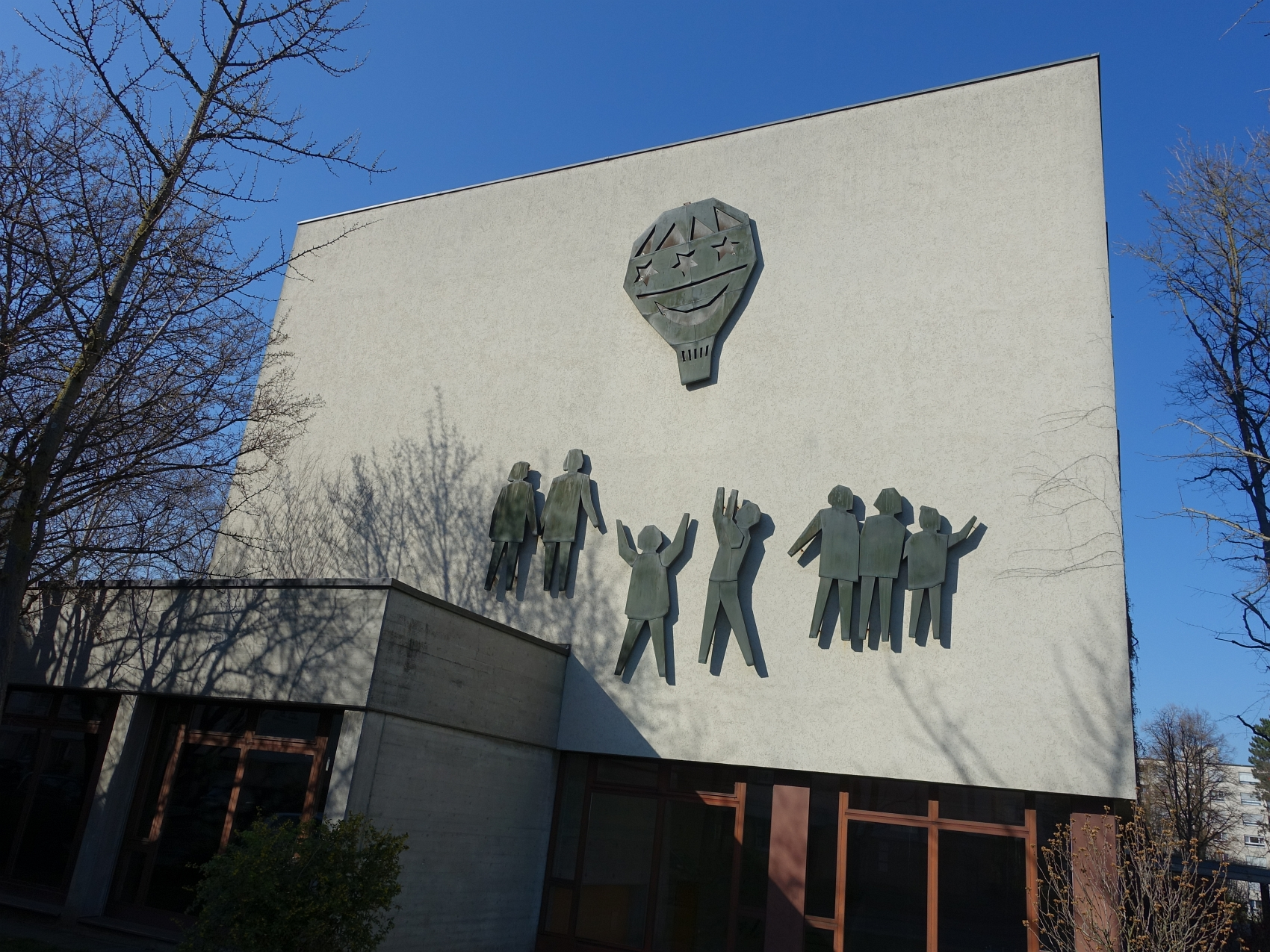
Metallplastik Vereint im Spiel, Sternenfeld Schulhaus Birsfelden
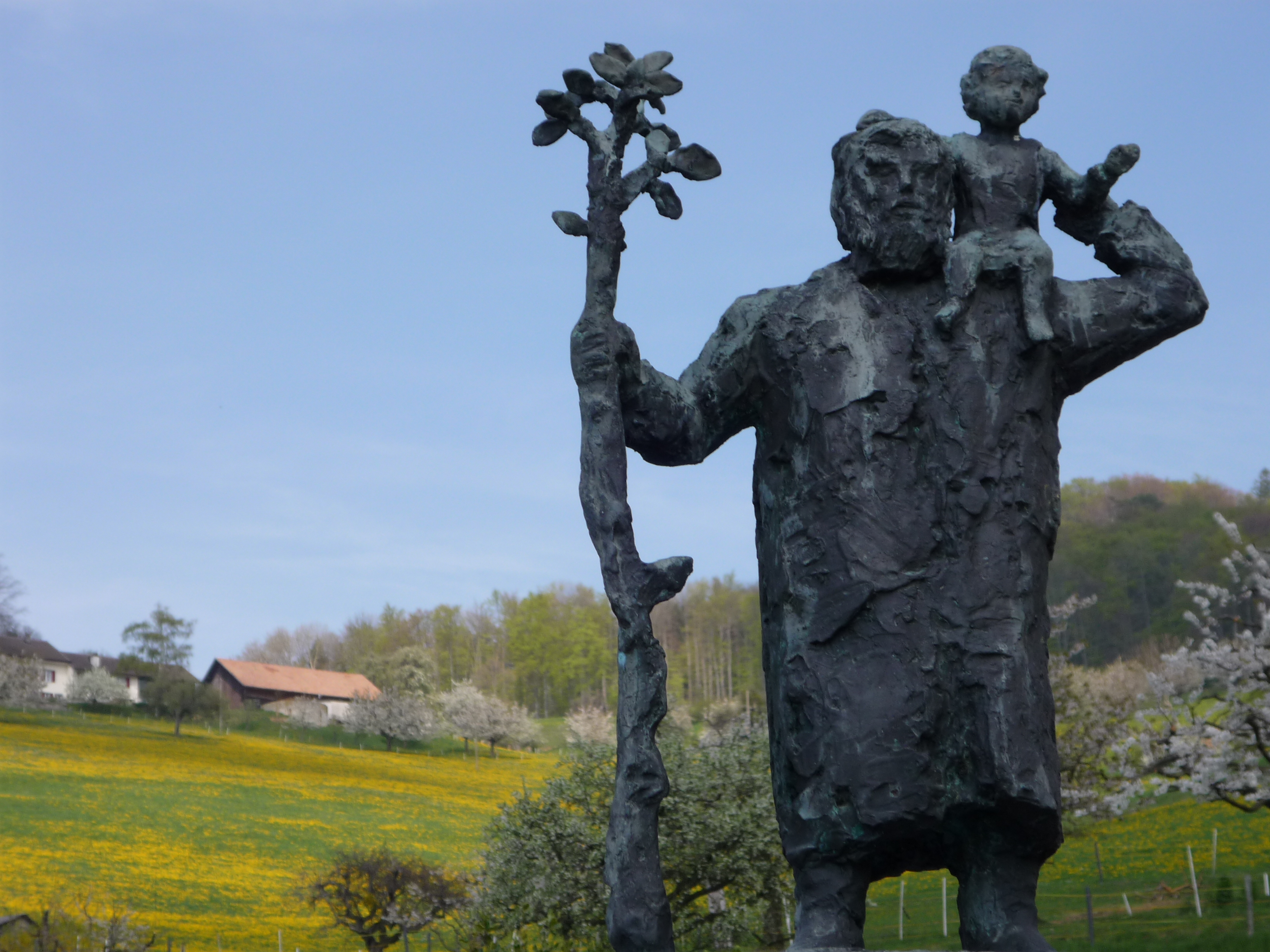
Der heilige Christophorus, Friedhof von Läufelfingen